# Mała Część (rejon prużański)
Mała Część – dawna kolonia na Białorusi, w obwodzie brzeskim, w rejonie prużańskim, w sielsowiecie Suchopol.
W latach 1921–1939 należała do gminy Suchopol.
Według Powszechnego Spisu Ludności z 1921 roku wieś zamieszkiwały 32 osoby, wśród których 1 była wyznania rzymskokatolickiego, 26 prawosławnego, a 5 mojżeszowego. Jednocześnie jeden mieszkaniec zadeklarował polską przynależność narodową, 26 białoruską, a 5 żydowską. We wsi było 8 budynków mieszkalnych.